# Fase final da Copa Libertadores da América de 2012
A fase final da Copa Libertadores da América de 2012 compreendeu as disputas de oitavas de final, quartas de final, semifinais e final. As equipes se enfrentaram em jogos eliminatórios de ida e volta em cada fase, e a que somasse mais pontos se classificava a fase seguinte.

## Critérios de desempate
Se em um cruzamento as determinadas equipes igualassem em pontos, o primeiro critério de desempate seria o saldo de gols. Caso empatassem no saldo, o gol marcado na casa do adversário entraria em consideração. Persistindo o empate, a vaga seria decidida em disputa por pênaltis.

## Classificação geral
Para determinar todos os cruzamentos da fase final, foi levado em conta o desempenho das equipes na segunda fase. As equipes que finalizaram em primeiro lugar nos grupos dividiram-se de 1º a 8º e as equipes que se classificaram em segundo lugar nos grupos, de 9º a 16º. A melhor equipe enfrentou a 16ª, a 2ª contra a 15ª, e assim sucessivamente.
| Pos. | Primeiros dos grupos | Pts | SG  | GP |
| ---- | -------------------- | --- | --- | -- |
| 1    | Fluminense           | 15  | +3  | 7  |
| 2    | Corinthians          | 14  | +11 | 13 |
| 3    | Santos               | 13  | +7  | 12 |
| 4    | Universidad de Chile | 13  | +5  | 11 |
| 5    | Libertad             | 13  | +4  | 11 |
| 6    | Vélez Sarsfield      | 12  | +4  | 10 |
| 7    | Lanús                | 10  | +5  | 11 |
| 8    | Unión Española       | 10  | +3  | 10 |

| Pos. | Segundos dos grupos | Pts | GP | SG |
| ---- | ------------------- | --- | -- | -- |
| 9    | Boca Juniors        | 13  | +6 | 9  |
| 10   | Vasco da Gama       | 13  | +4 | 10 |
| 11   | Atlético Nacional   | 11  | +8 | 16 |
| 12   | Cruz Azul           | 11  | +7 | 11 |
| 13   | Deportivo Quito     | 10  | +7 | 11 |
| 14   | Bolívar             | 10  | +2 | 9  |
| 15   | Emelec              | 9   | –1 | 7  |
| 16   | Internacional       | 8   | +4 | 10 |

## Oitavas de final
| Chave | Equipe 1             | Total       | Equipe 2          | Ida | Volta |
| ----- | -------------------- | ----------- | ----------------- | --- | ----- |
| A     | Fluminense           | 2–1         | Internacional     | 0–0 | 2–1   |
| B     | Corinthians          | 3–0         | Emelec            | 0–0 | 3–0   |
| C     | Santos               | 9–2         | Bolívar           | 1–2 | 8–0   |
| D     | Universidad de Chile | 7–4         | Deportivo Quito   | 1–4 | 6–0   |
| E     | Libertad             | 3–1         | Cruz Azul         | 1–1 | 2–0   |
| F     | Vélez Sarsfield      | 2–1         | Atlético Nacional | 1–0 | 1–1   |
| G     | Lanús                | 3–3 (4–5 p) | Vasco da Gama     | 1–2 | 2–1   |
| H     | Unión Española       | 3–5         | Boca Juniors      | 1–2 | 2–3   |

### Chave A
| 25 de abril   | Internacional | 0 − 0     | Fluminense | Estádio Beira-Rio, Porto Alegre |
| 21:50 (UTC-3) |               | Relatório |            | Árbitro: BRA Paulo de Oliveira  |

| 10 de maio    | Fluminense                     | 2 − 1     | Internacional      | Estádio Engenhão, Rio de Janeiro |
| 22:00 (UTC-3) | Leandro Euzébio 15' · Fred 45' | Relatório | Leandro Damião 13' | Árbitro: BRA Wilson Seneme       |

### Chave B
| 2 de maio     | Emelec | 0 − 0     | Corinthians | Estádio George Capwell, Guaiaquil |
| 19:50 (UTC-5) |        | Relatório |             | Árbitro: COL José Buitrago        |

| 9 de maio     | Corinthians                               | 3 − 0     | Emelec | Estádio do Pacaembu, São Paulo |
| 22:00 (UTC-3) | Fábio Santos 7' · Paulinho 64' · Alex 85' | Relatório |        | Árbitro: URU Darío Ubriaco     |

### Chave C
| 25 de abril   | Bolívar                       | 2 − 1     | Santos       | Estádio Hernando Siles, La Paz |
| 20:50 (UTC-4) | Rafael 1' (g.c.) · Campos 74' | Relatório | Maranhão 34' | Árbitro: CHI Enrique Osses     |

| 10 de maio    | Santos                                                                                | 8 − 0     | Bolívar | Estádio Vila Belmiro, Santos |
| 19:30 (UTC-3) | Elano 6', 49' · Neymar 21' (pen), 36' · Ganso 27', 52' · Alan Kardec 29' · Borges 60' | Relatório |         | Árbitro: URU Martín Vázquez  |

### Chave D
| 3 de maio     | Deportivo Quito                              | 4 − 1     | Universidad de Chile | Estádio Olímpico Atahualpa, Quito |
| 19:15 (UTC-5) | Alustiza 30', 56' · Checa 45' · Martínez 82' | Relatório | Rodríguez 36'        | Árbitro: MEX Francisco Chacón     |

| 10 de maio    | Universidad de Chile                                          | 6 − 0     | Deportivo Quito | Estádio Nacional, Santiago  |
| 21:00 (UTC-4) | Fernandes 20', 27' · Díaz 35' · Mena 56' · Henríquez 70', 73' | Relatório |                 | Árbitro: ARG Néstor Pittana |

### Chave E
| 1 de maio     | Cruz Azul  | 1 − 1     | Libertad      | Estádio Azul, Cidade do México |
| 21:30 (UTC-5) | Orozco 26' | Relatório | Velázquez 70' | Árbitro: ARG Sergio Pezzotta   |

| 8 de maio     | Libertad               | 2 − 0     | Cruz Azul | Estádio Dr. Nicolás Leoz, Assunção |
| 21:30 (UTC-4) | Núñez 9' · Cáceres 49' | Relatório |           | Árbitro: BRA Leandro Vuaden        |

### Chave F
| 1 de maio     | Atlético Nacional | 0 − 1     | Vélez Sarsfield | Estádio Atanasio Girardot, Medellín |
| 19:15 (UTC-5) |                   | Relatório | Bella 8'        | Árbitro: URU Darío Ubriaco          |

| 8 de maio     | Vélez Sarsfield | 1 − 1     | Atlético Nacional | Estádio José Amalfitani, Buenos Aires |
| 20:00 (UTC-3) | Fernández 52'   | Relatório | Mosquera 69'      | Árbitro: PAR Julio Quintana           |

### Chave G
| 2 de maio     | Vasco da Gama                    | 2 − 1     | Lanús        | Estádio São Januário, Rio de Janeiro |
| 21:50 (UTC-3) | Alecsandro 25' · Diego Souza 42' | Relatório | Regueiro 62' | Árbitro: URU Roberto Silvera         |

| 9 de maio     | Lanús                      | 2 − 1     | Vasco da Gama | Estádio La Fortaleza, Lanús  |
| 22:00 (UTC-3) | Pavone 60' · Gutiérrez 78' | Relatório | Nílton 18'    | Árbitro: PAR Carlos Amarilla |

|                                               |       | Penalidades                                           |  |
| Regueiro Romero Velázquez Camoranesi Fritzler | 4 – 5 | Felipe Juninho Carlos Alberto Renato Silva Alecsandro |  |

### Chave H
| 2 de maio     | Boca Juniors             | 2 − 1     | Unión Española | Estádio La Bombonera, Buenos Aires |
| 19:30 (UTC-3) | Riquelme 24' · Silva 89' | Relatório | Jaime 72'      | Árbitro: PER Víctor Carrillo       |

| 9 de maio     | Unión Española         | 2 − 3     | Boca Juniors                                | Estádio Santa Laura, Santiago |
| 18:30 (UTC-4) | Pineda 61' · Jaime 70' | Relatório | Insaurralde 25' · Mouche 49' · Riquelme 67' | Árbitro: COL Wilmar Roldán    |

## Quartas de final
| Chave | Equipe 1             | Total       | Equipe 2        | Ida | Volta |
| ----- | -------------------- | ----------- | --------------- | --- | ----- |
| S1    | Fluminense           | 1–2         | Boca Juniors    | 0–1 | 1–1   |
| S2    | Corinthians          | 1–0         | Vasco da Gama   | 0–0 | 1–0   |
| S3    | Santos               | 1–1 (4–2 p) | Vélez Sarsfield | 0–1 | 1–0   |
| S4    | Universidad de Chile | 2–2 (5–3 p) | Libertad        | 1–1 | 1–1   |

### Chave S1
| 17 de maio    | Boca Juniors | 1 − 0     | Fluminense | Estádio La Bombonera, Buenos Aires |
| 19:45 (UTC-3) | Mouche 51'   | Relatório |            | Árbitro: COL José Buitrago         |

| 23 de maio    | Fluminense  | 1 − 1     | Boca Juniors | Estádio Engenhão, Rio de Janeiro |
| 19:30 (UTC-3) | Carleto 16' | Relatório | Silva 90'    | Árbitro: CHI Enrique Osses       |

### Chave S2
| 16 de maio    | Vasco da Gama | 0 − 0     | Corinthians | Estádio São Januário, Rio de Janeiro |
| 21:50 (UTC-3) |               | Relatório |             | Árbitro: BRA Sandro Ricci            |

| 23 de maio    | Corinthians  | 1 − 0     | Vasco da Gama | Estádio do Pacaembu, São Paulo              |
| 22:00 (UTC-3) | Paulinho 87' | Relatório |               | Público: 35 974 Árbitro: BRA Leandro Vuaden |

### Chave S3
| 17 de maio    | Vélez Sarsfield | 1 − 0     | Santos | Estádio José Amalfitani, Buenos Aires |
| 22:00 (UTC-3) | Óbolo 35'       | Relatório |        | Árbitro: PAR Carlos Amarilla          |

| 24 de maio    | Santos          | 1 − 0     | Vélez Sarsfield | Estádio Vila Belmiro, Santos |
| 20:00 (UTC-3) | Alan Kardec 77' | Relatório |                 | Árbitro: URU Roberto Silvera |

|                             |       | Penalidades                      |  |
| Alan Kardec Ganso Elano Léo | 4 – 2 | Martínez Canteros Papa Domínguez |  |

### Chave S4
| 16 de maio    | Libertad   | 1 − 1     | Universidad de Chile | Estádio Dr. Nicolás Leoz, Assunção |
| 18:30 (UTC-4) | Cáceres 7' | Relatório | Lorenzetti 55'       | Árbitro: URU Darío Ubriaco         |

| 24 de maio    | Universidad de Chile | 1 − 1     | Libertad            | Estádio Nacional, Santiago |
| 21:30 (UTC-4) | Díaz 17'             | Relatório | González 22' (g.c.) | Árbitro: COL Wilmar Roldán |

|                                            |       | Penalidades                   |  |
| Aránguiz Díaz Ruidíaz Rodríguez Lorenzetti | 5 – 3 | Velázquez Cáceres Ayala Muñoz |  |

## Semifinais
Caso dois times do mesmo país alcançassem às semifinais, os confrontos seriam alterados de forma a esses dois times se enfrentarem nessa fase, modificando os cruzamentos pré-determinados.
| Chave | Equipe 1     | Total | Equipe 2             | Ida | Volta |
| ----- | ------------ | ----- | -------------------- | --- | ----- |
| F1    | Boca Juniors | 2–0   | Universidad de Chile | 2–0 | 0–0   |
| F2    | Santos       | 1–2   | Corinthians          | 0–1 | 1–1   |

### Chave F1
| 14 de junho   | Boca Juniors                 | 2 – 0     | Universidad de Chile | Estádio La Bombonera, Buenos Aires |
| 20:15 (UTC-3) | Silva 14' · Sánchez Miño 54' | Relatório |                      | Árbitro: COL Wilmar Roldán         |

| 21 de junho   | Universidad de Chile | 0 – 0     | Boca Juniors | Estádio Nacional, Santiago |
| 20:15 (UTC-4) |                      | Relatório |              | Árbitro: URU Darío Ubriaco |

### Chave F2
| 13 de junho   | Santos | 0 – 1     | Corinthians | Estádio Vila Belmiro, Santos                  |
| 21:50 (UTC-3) |        | Relatório | Emerson 28' | Público: 14 788 Árbitro: BRA Marcelo Henrique |

| 20 de junho   | Corinthians | 1 – 1     | Santos     | Estádio do Pacaembu, São Paulo              |
| 21:50 (UTC-3) | Danilo 47'  | Relatório | Neymar 39' | Público: 37 978 Árbitro: BRA Leandro Vuaden |

## Final
O campeão da Copa Libertadores 2012 garante o direito de participar da Copa do Mundo de Clubes da FIFA de 2012 no Japão, a exceção dos clubes mexicanos que se classificam através da Liga dos Campeões da CONCACAF.
Além do Mundial de Clubes, o campeão adquire o direito de participar da Recopa Sul-Americana de 2013, contra o campeão da Copa Sul-Americana de 2012.
| Equipe 1     | Total | Equipe 2    | Ida | Volta |
| ------------ | ----- | ----------- | --- | ----- |
| Boca Juniors | 1–3   | Corinthians | 1–1 | 0–2   |

| 27 de junho   | Boca Juniors  | 1 – 1     | Corinthians   | Estádio La Bombonera, Buenos Aires |
| 21:50 (UTC-3) | Roncaglia 72' | Relatório | Romarinho 84' | Árbitro: CHI Enrique Osses         |

| 4 de julho    | Corinthians      | 2 – 0     | Boca Juniors | Estádio do Pacaembu, São Paulo |
| 21:50 (UTC-3) | Emerson 53', 72' | Relatório |              | Árbitro: COL Wilmar Roldán     |